# Леново-центр
«Леново-центр» (англ. Lenovo Center) — крытая арена в городе Роли, штат Северная Каролина, США. Домашняя арена клуба НХЛ «Каролина Харрикейнз». Вмещает 18 176 тысяч человек (хоккей с шайбой). Есть ресторан на 500 мест. 

## История
Идея новой баскетбольной арены принадлежала тренеру Джиму Вальвано. В 1989 году NCSU Trustees создали план по созданию арены, в 1995 году была основана нынешняя компания-владелец Centennial Authority. Эта компания немного видоизменила проект из баскетбольной арены в многофункциональное здание. Заложенная в 1997 году арена была открыта в октябре 1999 году. В том же году из «Гринсборо Колизеум» сюда переехала только что созданная команда НХЛ «Каролина Харрикейнз» До 2002 года носила название Raleigh Entertainment and Sports Arena (сокр. RSA). В 2002 году банк RBC выкупил права на название арены. 19 июня 2011 года PNC Bank купил RBC Bank и вместе с ним право на название арены. 15 декабря 2011 года Centennial Authority одобрило изменение названия арены на «PNC-арена». Официально сооружение поменяло своё название 15 марта 2012 года.
В 2006 году «Харрикейнз» завоевали на арене свой первый Кубок Стэнли, обыграв «Эдмонтон Ойлерз». В 2008-2009 годах произошли небольшие видоизменения — изменилось информационное табло, заменена звуковая система. В 2011 году на арене проходил 58-й матч всех звёзд НХЛ.
Арена принимала соревнования по рестлингу, баскетболу и концерты.
В сентябре 2024 года китайский производитель электроники Lenovo заключил c клубом «Каролина Харрикейнз» 10-летнее соглашение о правах на наименование арены, в рамках которого арена была переименована в «Леново-центр». Сумма сделки составила 60 миллионов долларов.